# 貢納古冠企鵝
貢納古冠企鵝（學名Palaeeudyptes gunnari）是一種已滅絕的古冠企鵝屬。牠們比新西蘭的南極古冠企鵝稍為細小，高約1.1-1.25米，約有皇帝企鵝的大小。牠們的化石是在南極西摩爾島（Seymour Island）的La Meseta組發現，屬於始新世中或晚期。
起初貢納古冠企鵝被認為是屬於Eosphaeniscus，但基於發現更多的遺骸後，牠們被重置到現有的古冠企鵝屬中。另外，維曼企鵝可能也是貢納古冠企鵝。